# Julia Tsenova
Julia Tsenova (født 30. juli 1948 i Sofia, Bulgarien - død 11. april 2010) var en bulgarsk komponist, pianist, professor og lærer.
Tsenova studerede komposition og klaver på Musikkonservatoriet i Sofia hos bl.a. Pancho Vladigerov. Hun studerede også i Amsterdam hos Ton de Leeuw. Tsenova har skrevet en symfoni, orkesterværker, kammermusik, korværker, vokalmusik etc. Hun underviste som professor i klaver på Musikkonservatoriet i Sofia. Tsenova´s musik har været spillet og opført verden over.[kilde mangler]

## Udvalgte værker
- Symfoni nr. 1 "symfoni koncertante med klaver" (1974) - for klaver og orkester
- Sats (1979) - for orkester
- "Forslag" (2000) - for orkester
- "Frisk" (1994) - for kammerkor og orkester